# Acatlán
Acatlán é um município do estado de Hidalgo, México, cercando a cidade de Tulancingo de Bravo (10 km); se encontra a 48 km da cidade de Pachuca, capital do estado, e a 140 km da cidade do México. A cabeceira municipal é a localidade de mesmo nome.

## Etimologia
O nome "Acatlán" provém do náuatle acatl, que significa "bambus", e lan, que significa "junto a". Traduzindo, "Acatlán" pode ser "junto aos bambus" ou "bambuzal".

## Geografia
O município se localiza na parte sudeste do estado, em uma das regiões nas que se divide o Valle de Tulancingo; limita-se ao norte com os municípios de Huasca de Ocampo, Agua Blanca de Iturbide e Metepec; ao leste com os municípios de Metepec e Tulancingo de Bravo; ao sul com Tulancingo de Bravo e Singuilucan; e a oeste com os municípios de Singuilucan e Huasca de Ocampo.

## História
Não se tem um registro de quando chegaram os primeiros assentamentos humanos ao município, mas se tem comprovado que era um dos povos que prestaram homenagem aos mexicas. Quando chegaram os espanhóis (século XVI), confiaram a dom Pedro de Paz este povo, em uma zona que compreendia os atuais municípios de Atotonilco El Grande, Huasca de Ocampo e Acatlán.
Em 1544 a ordem de Santo Agostinho iniciou a construção do Convento de Miguel (arcanjo), que terminou em fins do século XVIII.